# Luxembourg i Eurovision Song Contest
Luxembourg var en af de første lande som deltog i den første Eurovision i 1956. De deltog hvert år, med undtagelse i 1959, indtil 1993.
Luxembourg har vundet 5 gange i løbet af deres deltagelse. Landets første sejr var i 1961 med sangen "Nous Les Amoureux" af Jean-Claude Pascal. De tog også sejren hjem i 1965, 1972, 1973 og senest i 1983 med sangen "Si la vie est cadeau" af 	Corinne Hermès. 
Efter ikke at have deltaget siden 1993, meddelte Luxembourg, at de vender tilbage til konkurrencen i 2024 efter en pause på 30 år.

## Repræsentant
Nøgle
     Vinder
     Anden plads
     Tredje plads
     Sidste plads
     Deltager valgt, men konkurrerede ikke
| År                              | Kunstner                                                                           | Sang                              | Sprog               | Oversættelse                    | Finale | Point | Semi                        | Point                       |
| ------------------------------- | ---------------------------------------------------------------------------------- | --------------------------------- | ------------------- | ------------------------------- | ------ | ----- | --------------------------- | --------------------------- |
| 1956                            | Michèle Arnaud                                                                     | "Ne crois pas"                    | Fransk              | Tro ikke                        | n/a    | n/a   | Ingen semifinaler           | Ingen semifinaler           |
| 1956                            | Michèle Arnaud                                                                     | "Les Amants de minuit"            | Fransk              | Midnatselskere                  | n/a    | n/a   | Ingen semifinaler           | Ingen semifinaler           |
| 1957                            | Danièle Dupré                                                                      | "Amours mortes (tant de peine)"   | Fransk              | Død kærlighed (Så meget smerte) | 4      | 8     | Ingen semifinaler           | Ingen semifinaler           |
| 1958                            | Solange Berry                                                                      | "Un grand amour"                  | Fransk              | En stor kærlighed               | 9      | 1     | Ingen semifinaler           | Ingen semifinaler           |
| Deltog ikke i 1959              |                                                                                    |                                   |                     |                                 |        |       |                             |                             |
| 1960                            | Camillo Felgen                                                                     | "So laang we's du do bast"        | Letzeburgsk         | Så længe vi er på stænglerne    | 13     | 1     | Ingen semifinaler           | Ingen semifinaler           |
| 1961                            | Jean-Claude Pascal                                                                 | "Nous les amoureux"               | Fransk              | Vores kærester                  | 1      | 31    | Ingen semifinaler           | Ingen semifinaler           |
| 1962                            | Camillo Felgen                                                                     | "Petit bonhomme"                  | Fransk              | Lille fyr                       | 3      | 11    | Ingen semifinaler           | Ingen semifinaler           |
| 1963                            | Nana Mouskouri                                                                     | "À force de prier"                | Fransk              | I kraft af bøn                  | 8      | 13    | Ingen semifinaler           | Ingen semifinaler           |
| 1964                            | Hugues Aufray                                                                      | "Dès que le printemps revient"    | Fransk              | Når foråret vender tilbage      | 4      | 14    | Ingen semifinaler           | Ingen semifinaler           |
| 1965                            | France Gall                                                                        | "Poupée de cire, poupée de son"   | Fransk              | Voksdukke, hans dukke           | 1      | 32    | Ingen semifinaler           | Ingen semifinaler           |
| 1966                            | Michèle Torr                                                                       | "Ce soir je t'attendais"          | Fransk              | Jeg ventede på dig i aften      | 10     | 7     | Ingen semifinaler           | Ingen semifinaler           |
| 1967                            | Vicky Leandros                                                                     | "L'Amour est bleu"                | Fransk              | Kærligheden er blå              | 4      | 17    | Ingen semifinaler           | Ingen semifinaler           |
| 1968                            | Chris Baldo & Sophie Garel                                                         | "Nous vivrons d'amour"            | Fransk              | Vi lever af kærligheden         | 11     | 5     | Ingen semifinaler           | Ingen semifinaler           |
| 1969                            | Romauld                                                                            | "Catherine"                       | Fransk              | -                               | 11     | 7     | Ingen semifinaler           | Ingen semifinaler           |
| 1970                            | David Alexandre Winter                                                             | "Je suis tombé du ciel"           | Fransk              | Jeg faldt ned fra himlen        | 12     | 0     | Ingen semifinaler           | Ingen semifinaler           |
| 1971                            | Monique Melsen                                                                     | "Pomme, pomme, pomme"             | Fransk              | Æble, æble, æble                | 13     | 70    | Ingen semifinaler           | Ingen semifinaler           |
| 1972                            | Vicky Leandros                                                                     | "Après toi"                       | Fransk              | Efter dig                       | 1      | 128   | Ingen semifinaler           | Ingen semifinaler           |
| 1973                            | Anne-Marie David                                                                   | Tu te reconnaîtras                | Fransk              | Du genkender dig selv           | 1      | 129   | Ingen semifinaler           | Ingen semifinaler           |
| 1974                            | Ireen Sheer                                                                        | "Bye Bye I Love You"              | Engelsk, fransk     | Farvel jeg elsker dig           | 14     | 4     | Ingen semifinaler           | Ingen semifinaler           |
| 1975                            | Geraldine                                                                          | "Toi"                             | Fransk              | Dig                             | 5      | 84    | Ingen semifinaler           | Ingen semifinaler           |
| 1976                            | Jürgen Marcus                                                                      | "Chansons pour ceux qui s'aiment" | Fransk              | Sange til dem som elsker        | 14     | 17    | Ingen semifinaler           | Ingen semifinaler           |
| 1977                            | Anne-Marie B                                                                       | "Frère Jacques"                   | Fransk              | Mester Jakob                    | 16     | 17    | Ingen semifinaler           | Ingen semifinaler           |
| 1978                            | Baccara                                                                            | "Parlez-vous français ?"          | Fransk              | Taler De fransk?                | 7      | 73    | Ingen semifinaler           | Ingen semifinaler           |
| 1979                            | Jeane Manson                                                                       | "J'ai déjà vu ça dans tes yeux"   | Fransk              | Jeg har set det i dine øjne     | 13     | 44    | Ingen semifinaler           | Ingen semifinaler           |
| 1980                            | Sophie & Magaly                                                                    | "Papa Pingouin"                   | Fransk              | Pingvinfar                      | 9      | 56    | Ingen semifinaler           | Ingen semifinaler           |
| 1981                            | Jean-Claude Pascal                                                                 | "C'est peut-être pas l'Amérique"  | Fransk              | Er det måske ikke amerikansk    | 11     | 41    | Ingen semifinaler           | Ingen semifinaler           |
| 1982                            | Svetlana                                                                           | "Cours après le temps"            | Fransk              | I den tid efter                 | 6      | 78    | Ingen semifinaler           | Ingen semifinaler           |
| 1983                            | Corinne Hermès                                                                     | "Si la vie est cadeau"            | Fransk              | Hvis livet er en gave           | 1      | 142   | Ingen semifinaler           | Ingen semifinaler           |
| 1984                            | Sophie Carle                                                                       | "100% d'amour"                    | Fransk              | 100 % kærlighed                 | 10     | 39    | Ingen semifinaler           | Ingen semifinaler           |
| 1985                            | Margo, Franck Olivier, Diane Solomon, Ireen Sheer, Chris Roberts & Malcolm Roberts | "Children, Kinder, Enfants"       | Fransk              | Børn, børn, børn                | 13     | 37    | Ingen semifinaler           | Ingen semifinaler           |
| 1986                            | Sherisse Laurence                                                                  | "L'Amour de ma vie"               | Fransk              | Kærligheden i mit liv           | 3      | 117   | Ingen semifinaler           | Ingen semifinaler           |
| 1987                            | Plastic Bertrand                                                                   | "Amour amour"                     | Fransk              | Kærlighed kærlighed             | 21     | 4     | Ingen semifinaler           | Ingen semifinaler           |
| 1988                            | Lara Fabian                                                                        | "Croire"                          | Fransk              | Tror                            | 4      | 90    | Ingen semifinaler           | Ingen semifinaler           |
| 1989                            | Park Café                                                                          | "Monsieur"                        | Fransk              | Herre                           | 20     | 8     | Ingen semifinaler           | Ingen semifinaler           |
| 1990                            | Céline Carzo                                                                       | "Quand je te rêve"                | Fransk              | Når jeg drømmer om dig          | 13     | 38    | Ingen semifinaler           | Ingen semifinaler           |
| 1991                            | Sarah Bray                                                                         | "Un baiser volé"                  | Fransk              | Et stjålet kys                  | 14     | 29    | Ingen semifinaler           | Ingen semifinaler           |
| 1992                            | Marion Welter & Kontinent                                                          | "Sou fräi"                        | Letzeburgsk         | Så frit                         | 21     | 10    | Ingen semifinaler           | Ingen semifinaler           |
| 1993                            | Modern Times                                                                       | "Donne-moi une chance"            | Fransk, letzeburgsk | Giv mig en chance               | 20     | 11    | Kvalifikacija za Millstreet | Kvalifikacija za Millstreet |
| Deltog ikke mellem 1994 og 2023 |                                                                                    |                                   |                     |                                 |        |       |                             |                             |
| 2024                            | Tali                                                                               | "Fighter"                         | Fransk, engelsk     | Kæmper                          | 13     | 103   | 5                           | 117                         |
| 2025                            | Laura Thorn                                                                        | "La poupée monte le son"          | Fransk              | Dukken skruer op for lyden      | 22     | 47    | 7                           | 62                          |
| 2026                            | TBD 24. januar 2026                                                                | TBD 24. januar 2026               | TBD 24. januar 2026 | TBD 24. januar 2026             |        |       |                             |                             |

## Pointstatistik (1956-2025)

### Flest point til og fra - top 5
NB: Kun point givet i finalerne er talt med.
| Luxembourg har givet flest point til | Luxembourg har givet flest point til | Luxembourg har givet flest point til |
| Placering                            | Land                                 | Point                                |
| ------------------------------------ | ------------------------------------ | ------------------------------------ |
| 1                                    | Storbritannien                       | 180                                  |
| 2                                    | Frankrig                             | 147                                  |
| 3                                    | Schweiz                              | 128                                  |
| 4                                    | Irland                               | 116                                  |
| 5                                    | Israel                               | 109                                  |

| Luxembourg har modtaget flest point fra | Luxembourg har modtaget flest point fra | Luxembourg har modtaget flest point fra |
| Placering                               | Land                                    | Point                                   |
| --------------------------------------- | --------------------------------------- | --------------------------------------- |
| 1                                       | Irland                                  | 103                                     |
| 2                                       | Frankrig                                | 100                                     |
| 3                                       | Portugal                                | 97                                      |
| 4                                       | Storbritannien                          | 95                                      |
| 5                                       | Finland                                 | 87                                      |
| =                                       | Holland                                 | 87                                      |

### 12 point til og fra
NB: Kun 12 point givet i finalerne er talt med.
| Luxembourg har modtaget 12 point fra | Luxembourg har modtaget 12 point fra                         | Luxembourg har modtaget 12 point fra |
| År                                   | Jury                                                         | Televoting                           |
| ------------------------------------ | ------------------------------------------------------------ | ------------------------------------ |
| 1975                                 | Holland                                                      | Ingen separat televoting             |
| 1978                                 | Italien, Portugal, Spanien                                   | Ingen separat televoting             |
| 1983                                 | Frankrig, Grækenland, Israel, Italien, Jugoslavien, Portugal | Ingen separat televoting             |
| 1986                                 | Norge, Tyskland                                              | Ingen separat televoting             |
| 1988                                 | Finland, Irland, Schweiz                                     | Ingen separat televoting             |
| 1990                                 | Frankrig                                                     | Ingen separat televoting             |
| 2024                                 | Israel                                                       | Israel                               |

| Luxembourg har givet 12 point til | Luxembourg har givet 12 point til | Luxembourg har givet 12 point til |
| År                                | Jury                              | Televoting                        |
| --------------------------------- | --------------------------------- | --------------------------------- |
| 1975                              | Storbritannien                    | Ingen separat televoting          |
| 1976                              | Monaco                            | Ingen separat televoting          |
| 1977                              | Storbritannien                    | Ingen separat televoting          |
| 1978                              | Israel                            | Ingen separat televoting          |
| 1979                              | Frankrig                          | Ingen separat televoting          |
| 1980                              | Holland                           | Ingen separat televoting          |
| 1981                              | Frankrig                          | Ingen separat televoting          |
| 1982                              | Storbritannien                    | Ingen separat televoting          |
| 1983                              | Tyskland                          | Ingen separat televoting          |
| 1984                              | Belgien                           | Ingen separat televoting          |
| 1985                              | Italien                           | Ingen separat televoting          |
| 1986                              | Schweiz                           | Ingen separat televoting          |
| 1987                              | Frankrig                          | Ingen separat televoting          |
| 1988                              | Holland                           | Ingen separat televoting          |
| 1989                              | Storbritannien                    | Ingen separat televoting          |
| 1990                              | Tyskland                          | Ingen separat televoting          |
| 1991                              | Schweiz                           | Ingen separat televoting          |
| 1992                              | Malta                             | Ingen separat televoting          |
| 1993                              | Schweiz                           | Ingen separat televoting          |
| 2024                              | Schweiz                           | Israel                            |
| 2025                              | Frankrig                          | Israel                            |

### Flest point til og fra - alle lande
NB: Kun point givet i finalerne er talt med.
| Luxembourg har givet point til | Luxembourg har givet point til | Luxembourg har givet point til |
| Placering                      | Land                           | Point                          |
| ------------------------------ | ------------------------------ | ------------------------------ |
| 1                              | Storbritannien                 | 180                            |
| 2                              | Frankrig                       | 147                            |
| 3                              | Schweiz                        | 128                            |
| 4                              | Irland                         | 116                            |
| 5                              | Israel                         | 109                            |
| 6                              | Tyskland                       | 96                             |
| 7                              | Spanien                        | 91                             |
| 8                              | Holland                        | 89                             |
| 9                              | Portugal                       | 87                             |
| 10                             | Italien                        | 85                             |
| 11                             | Sverige                        | 84                             |
| 12                             | Belgien                        | 65                             |
| 13                             | Norge                          | 49                             |
| 14                             | Finland                        | 46                             |
| 15                             | Grækenland                     | 44                             |
| 16                             | Monaco                         | 43                             |
| 17                             | Jugoslavien                    | 40                             |
| 18                             | Danmark                        | 37                             |
| =                              | Østrig                         | 37                             |
| 20                             | Malta                          | 31                             |
| 21                             | Tyrkiet                        | 19                             |
| 22                             | Kroatien                       | 16                             |
| 23                             | Cypern                         | 15                             |
| 24                             | Island                         | 13                             |
| 25                             | Ukraine                        | 12                             |
| 26                             | Letland                        | 11                             |
| 27                             | Estland                        | 8                              |
| =                              | Litauen                        | 8                              |
| 29                             | Albanien                       | 7                              |
| 30                             | Polen                          | 3                              |
| 31                             | Armenien                       | 2                              |
| 32                             | Andorra                        | 0                              |
| =                              | Aserbajdsjan                   | 0                              |
| =                              | Australien                     | 0                              |
| =                              | Bosnien-Hercegovina            | 0                              |
| =                              | Bulgarien                      | 0                              |
| =                              | Georgien                       | 0                              |
| =                              | Hviderusland                   | 0                              |
| =                              | Marokko                        | 0                              |
| =                              | Moldova                        | 0                              |
| =                              | Montenegro                     | 0                              |
| =                              | Nordmakedonien                 | 0                              |
| =                              | Rumænien                       | 0                              |
| =                              | Rusland                        | 0                              |
| =                              | San Marino                     | 0                              |
| =                              | Serbien                        | 0                              |
| =                              | Serbien og Montenegro          | 0                              |
| =                              | Slovakiet                      | 0                              |
| =                              | Slovenien                      | 0                              |
| =                              | Tjekkiet                       | 0                              |
| =                              | Ungarn                         | 0                              |

| Luxembourg har modtaget point fra | Luxembourg har modtaget point fra | Luxembourg har modtaget point fra |
| Placering                         | Land                              | Point                             |
| --------------------------------- | --------------------------------- | --------------------------------- |
| 1                                 | Irland                            | 103                               |
| 2                                 | Frankrig                          | 100                               |
| 3                                 | Portugal                          | 97                                |
| 4                                 | Storbritannien                    | 95                                |
| 5                                 | Finland                           | 87                                |
| =                                 | Holland                           | 87                                |
| 7                                 | Sverige                           | 83                                |
| =                                 | Tyskland                          | 83                                |
| 9                                 | Italien                           | 79                                |
| 10                                | Belgien                           | 77                                |
| 11                                | Israel                            | 74                                |
| 12                                | Østrig                            | 73                                |
| 13                                | Spanien                           | 71                                |
| 14                                | Jugoslavien                       | 69                                |
| 15                                | Norge                             | 61                                |
| 16                                | Schweiz                           | 53                                |
| 17                                | Monaco                            | 43                                |
| 18                                | Malta                             | 40                                |
| 19                                | Danmark                           | 37                                |
| 20                                | Cypern                            | 36                                |
| 21                                | Grækenland                        | 28                                |
| 22                                | Tyrkiet                           | 26                                |
| 23                                | Albanien                          | 12                                |
| =                                 | Montenegro                        | 12                                |
| 25                                | Slovenien                         | 10                                |
| 26                                | Island                            | 9                                 |
| 27                                | Aserbajdsjan                      | 8                                 |
| 28                                | Kroatien                          | 5                                 |
| 29                                | Ukraine                           | 4                                 |
| 30                                | Letland                           | 3                                 |
| 31                                | Australien                        | 2                                 |
| =                                 | Moldova                           | 2                                 |
| 33                                | Andorra                           | 0                                 |
| =                                 | Armenien                          | 0                                 |
| =                                 | Bosnien-Hercegovina               | 0                                 |
| =                                 | Bulgarien                         | 0                                 |
| =                                 | Estland                           | 0                                 |
| =                                 | Georgien                          | 0                                 |
| =                                 | Hviderusland                      | 0                                 |
| =                                 | Litauen                           | 0                                 |
| =                                 | Marokko                           | 0                                 |
| =                                 | Nordmakedonien                    | 0                                 |
| =                                 | Polen                             | 0                                 |
| =                                 | Rumænien                          | 0                                 |
| =                                 | Rusland                           | 0                                 |
| =                                 | San Marino                        | 0                                 |
| =                                 | Serbien                           | 0                                 |
| =                                 | Serbien og Montenegro             | 0                                 |
| =                                 | Slovakiet                         | 0                                 |
| =                                 | Tjekkiet                          | 0                                 |
| =                                 | Ungarn                            | 0                                 |

## Vært
| År   | By         | Scene                      | Værter            |
| ---- | ---------- | -------------------------- | ----------------- |
| 1962 | Luxembourg | Villa Louvigny             | Mireille Delannoy |
| 1966 | Luxembourg | Villa Louvigny             | Josiane Shen      |
| 1973 | Luxembourg | Nouveau Théâtre Luxembourg | Helga Guitton     |
| 1984 | Luxembourg | Kirchberg Theatre          | Désirée Nosbusch  |

## Kommentatorer og jurytalsmænd
| År        | Kommentator | Jurytalsmand       |
| --------- | --- | ------------------ |
| 1956      | Kommentator gennem RTF | Ingen jurytalsmand |
| 1957      | Kommentator gennem RTF | Pierre Bellemare   |
| 1958      | Kommentator gennem RTF | Pierre Bellemare   |
| 1959      | Kommentator gennem RTF | Deltog ikke        |
| 1960      | Kommentator gennem RTF | Ukendt             |
| 1961      | Kommentator gennem RTF | Ukendt             |
| 1962      | Nicole Védrès | Robert Diligent    |
| 1963      | Kommentator gennem ORTF | Ukendt             |
| 1964      | Kommentator gennem ORTF | Ukendt             |
| 1965      | Kommentator gennem ORTF | Ukendt             |
| 1966      | Jacques Navadic | Camillo Felgen     |
| 1967      | Jacques Navadic | Ukendt             |
| 1968      | Jacques Navadic | Ukendt             |
| 1969      | Jacques Navadic | Ukendt             |
| 1970      | Jacques Navadic | Ukendt             |
| 1971      | Jacques Navadic | Ingen jurytalsmand |
| 1972      | Jacques Navadic | Ingen jurytalsmand |
| 1973      | Jacques Navadic | Ingen jurytalsmand |
| 1974      | Jacques Navadic | Ukendt             |
| 1975      | Jacques Navadic | Ukendt             |
| 1976      | Jacques Navadic | Jacques Harvey     |
| 1977      | Jacques Navadic | Jacques Harvey     |
| 1978      | Jacques Navadic | Jacques Harvey     |
| 1979      | Jacques Navadic | Jacques Harvey     |
| 1980      | Jacques Navadic | Jacques Harvey     |
| 1981      | Jacques Navadic & Marylène Bergmann                                                                                           | Jacques Harvey     |
| 1982      | Marylène Bergmann | Jacques Harvey     |
| 1983      | Valérie Sarn | Jacques Harvey     |
| 1984      | Valérie Sarn & Jacques Navadic                                                                                                | Jacques Harvey     |
| 1985      | Valérie Sarn | Frédérique Ries    |
| 1986      | Valérie Sarn | Frédérique Ries    |
| 1987      | Valérie Sarn | Frédérique Ries    |
| 1988      | Valérie Sarn | Jean-Luc Bertrand  |
| 1989      | Valérie Sarn | Jean-Luc Bertrand  |
| 1990      | Valérie Sarn | Jean-Luc Bertrand  |
| 1991      | Valérie Sarn | Jean-Luc Bertrand  |
| 1992      | Romain Goerend | Ukendt             |
| 1993      | Romain Goerend | Ukendt             |
| 1994-2023 | Ingen udsendelse | Deltog ikke        |
| 2024      | Raoul Roos & Roger Saurfeld (Letzeburgsk) Sarah Tapp & Meredith Moss (Engelsk) Jerôme Didelot & Emma Sorgato (Fransk)         | Désirée Nosbusch   |
| 2025      | Raoul Roos & Roger Saurfeld (Letzeburgsk) Melissa Dalton & Meredith Moss (Engelsk) Fabien Rodrigues & Jérôme Didelot (Fransk) | Fabienne Zwally    |

## Galleri
- Solange Berry i Hilversum (1958)